# Pteroptochos tarnii
El hued-hued del sur (en Chile) o huet-huet gorginegro (Pteroptochos tarnii) también llamado hued-hued, huet-huet (en Argentina), hued-hued de garganta negra, gallereta, tuta, huez-huez, (en mapudungun wedwed, onomatopeya de su grito, pero también "loco"), huehueta o huete,[cita requerida] es una especie de ave paseriforme una de las tres pertenecientes al género Pteroptochos de la familia Rhinocryptidae. Habita en el sur de Chile; además en una franja fronteriza de la Argentina. 

## Distribución
En Chile habita en el sur, desde el río Bío-Bío en las provincias de Biobío, y Concepción, en la VIII Región del Biobío, hasta la región de Magallanes, en las costas del canal Messier. Su límite norte está definido a partir de la desembocadura del río Bío-Bío, al este hasta su confluencia con el río Laja y más hacia el este, a lo largo de la costa norte del río Laja. 
En Argentina se distribuye en los valles boscosos del cordón andino de la patagonia argentina desde el paso de Pino Hachado en el oeste de la provincia del Neuquén, hasta el parque nacional Los Glaciares, en el sudoeste de la provincia de Santa Cruz. En ese país es llamado popularmente con el nombre de hued-hued común.

## Hábitat
Esta ave es característica del bosque valdiviano, formaciones arbóreas con predominio de angiospermas siempreverdes, de hojas anchas y brillantes (laurifolias), y bosques con diversas especies de hayas del sur tanto perennes como caducifolias. El sotobosque está compuesto por distintas especies de arbustos, a los que suele acompañar la caña colihue (Chusquea).

## Descripción
Es un ave grande, mide 25 cm y pesa entre 155 y 184 g el macho, y entre 150 y 179 g la hembra. El color rufo de su plumaje se encuentra en las supracaudales, en la frente, corona, y vientre. El rufo del abdomen es más claro, y muestra pequeñas y finas rayas transversales negras. La parte alta del pecho, el cuello, la garganta, el resto de la cabeza, y la mayor parte de sus regiones dorsales poseen tonos que van del apizarrado al negro ahumado. También destacan una notable zona auricular grisácea. Sus grandes patas son negruzcas al igual que su pico.

## Estado de conservación
La UICN clasifica a este hued-hued como de Preocupación menor.

## Comportamiento
Usualmente permanece escondido mientras camina por el suelo del bosque, haciendo pausas para escarbar vigorosamente la hojarasca con sus grandes patas; temprano en la mañana puede emerger en el borde del bosque. Prefiere áreas con bambuzales Chusquea. Generalmente mantiene la larga cola levantada.

### Alimentación
Su alimento consiste de insectos que captura en el piso del bosque, pero también semillas y frutos, que obtiene revolviendo la hojarasca.

### Reproducción
La postura ocurre normalmente entre noviembre y diciembre. El nido lo construye en un corte de terreno muy vegetado, siempre cerca a un curso de agua; en esa pared natural esta ave cava una profunda cueva. Si no logra dar con alguna barranca adecuada, lo ubica entonces en algún sector denso bosque, debajo de un tronco caído, o bajo una gran raíz. No desdeña tampoco el posicionarlo dentro de troncos huecos de algún árbol, incluso a bastante altura del suelo. La cámara es tapizada sólo con pastos secos; deposita allí dos huevos (raramente tres) de color blanco puro, con medidas promedio de 38 mm x 28.

### Vocalización
El hued-hued del sur emite tres tipos de vocalizaciones. El más conocido es un llamado compuesto por tonos bajos, el cual le ha dado su nombre vulgar ononatopéyico “huet”, algunas veces doblado o triplicado. Posee una segunda vocalización, en la cual las notas van descendiendo una a una, por ejemplo, “uok-uok-uok-uok-uok-uu”; finalmente el tercero es un estridente y potente canto, una serie de cerca de 25 notas rápidas “juu” que gradualmente se vuelven más altas.

## Sistemática

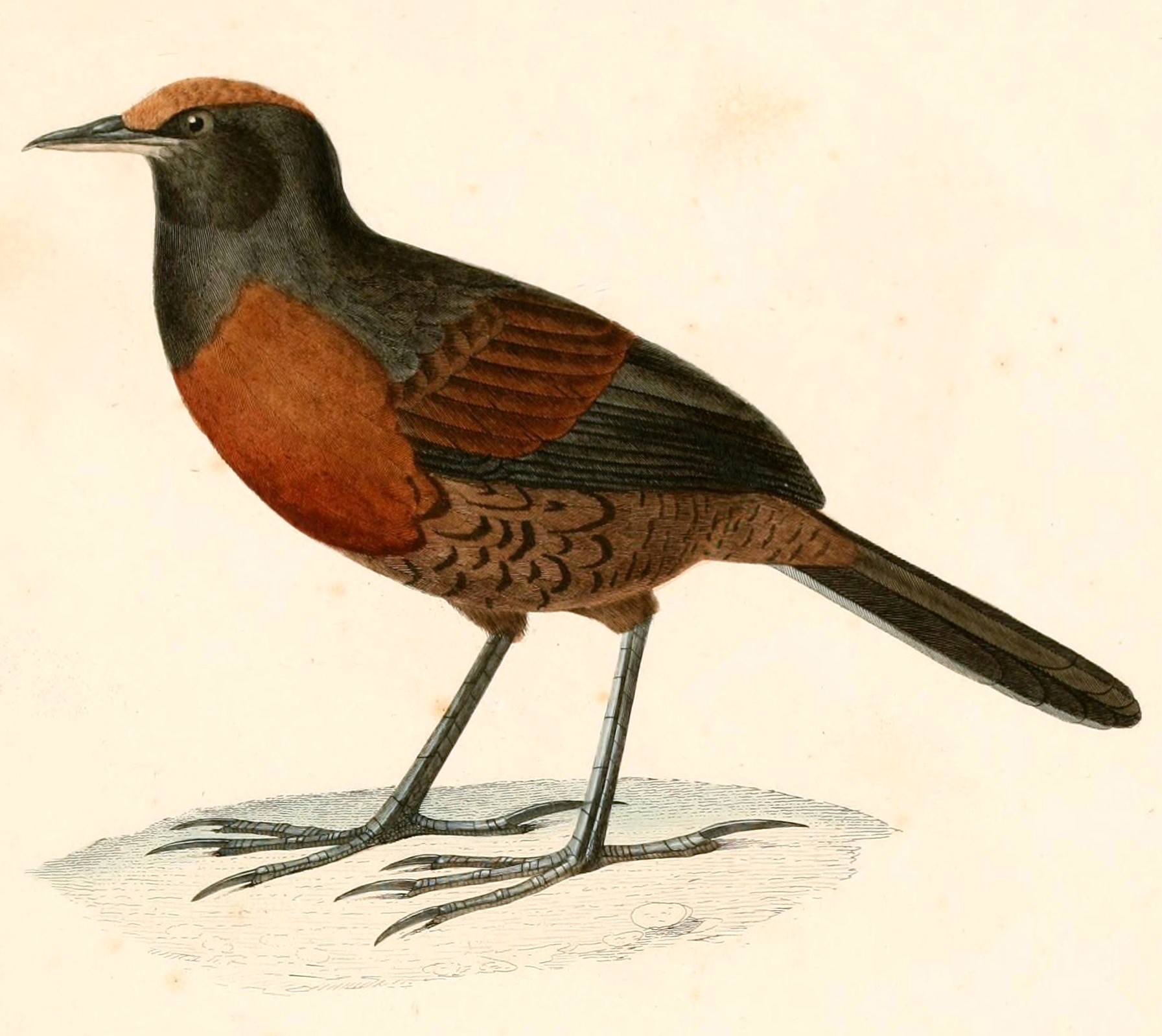
Pteroptochos tarnii, ilustración en d'Orbigny Voyage dans l'Amérique méridionale, 1847.

### Descripción original
La especie P. tarnii fue descrita por primera vez por el naturalista británico Phillip Parker King en 1831 bajo el nombre científico Hylactes tarnii; localidad tipo «Isla Chiloé, y Puerto Otway, Golfo de Penas, Chile».

### Relaciones con el hued-hued castaño
El hued-hued del sur es muy similar en nidificación, comportamiento, y vocalizaciones al hued-hued castaño (Pteroptochus castaneus) del cual se lo separa fácilmente por tener este último la garganta y pecho de color rufo. 
Si bien el castaño fue postulado sólo como una subespecie del hued-hued del sur la controversia sobre su situación específica fue resuelta mediante el análisis de sus vocalizaciones, y la secuenciación de genes de su ADN mitocondrial.
En su geonemia de Chile, ambos hued-hued se separan por el cauce del río Bío-Bío. Curiosamente, el lado chileno
del Paso Pichachén, llamado el triángulo del Laja - Bío-Bío, es árido, estepario, y sin bosques, es decir, este hábitat les es desfavorable a las dos especies de hued-hued, formando así una barrera natural que redunda en que ambas distribuciones sean alopátricas.
Ambas especies son alopátricas también en el lado argentino, distanciados por un hiato de 209 km de pastizales esteparios con parches de bosques de diferente composición arbórea, no aptos para ninguna de las dos especies.
Sin embargo, estudios recientes muestran que el alto río Bío-Bío no representa una barrera efectiva para la dispersión, sugiriendo que las dos especies han estado en contacto varias veces dependiendo de la fluctuación de las condiciones climáticas.

### Taxonomía
Los estudios de genética molecular de Ericson et al., 2010 confirman la monofilia de la familia Rhinocryptidae y sugieren la existencia de dos grandes grupos dentro de la misma, de forma muy general, el formado por las especies de mayor tamaño, al que pertenece Pteroptochos, y el integrado por las especies menores. Ohlson et al. 2013 proponen la división de la familia en dos subfamilias. Pteroptochos pertenece a una subfamilia Rhinocryptinae Wetmore, 1930 (1837), junto a Scelorchilus, Liosceles, Psilorhamphus, Acropternis, Rhinocrypta y Teledromas.